# Futbol Club Benavent
El Futbol Club Benavent (FC Benavent) fou un club de futbol català de Benavent de Segrià, fundat l'any 1981.
Des del seu origen, l'entitat va competir diverses temporades en categories territorials. L'any 1999 va ser escollit president Andreu Subies, jugador del club aleshores. Durant el seu mandat, el club va experimentar una millora notable aconseguint cinc ascensos en deu anys i arribant a competir a la Tercera divisió espanyola de futbol la temporada 2009-10. Al final de la temporada, va desaparèixer en fusionar-se amb el CFJE Ascó, creant el Futbol Club Ascó.